# シトロエン・DS4
DS4は、フランスの自動車メーカー、DSオートモビルズが製造・販売するCセグメントのハッチバック型乗用車である。当初はシトロエンブランドで販売していた。

## 初代（2011年 - 2018年）
2011年3月のジュネーブ・モーターショーに出展、同年9月28日には日本で販売開始。シトロエンの新ライン「DSシリーズ」の中枢車種として、DS3の上級版としての役割も担うクロスオーバーモデル。C4をベースにクーペの流麗さと適度なアイポイントを持つクロスオーバーSUVのデザインを融合したフォルムとなる。
クーペらしさを求めてリアドアのアウターハンドルはCピラー上に同化させており、デザインの自由度を高めた結果としてドアガラスは“はめ殺し”となっている。第26回国際自動車フェスティバルにおいて「最も美しいクルマ」として選出された。
2015年8月、DSオートモビルズが独立ブランドとなったことに伴い、フェイスリフトモデルが発表された。改良モデルではシトロエンのバッジが廃止され、「DSウィング」グリルデザインが採用された。日本市場には2016年4月1日に発表された。フロントグリル中央にDSロゴを配置し、「DS LEDビジョン」と呼ばれるヘッドライトを備える。また、車高を30mm高めた上でルーフレールとホイールモールを装着しSUV風のスタイルとした「DS4 クロスバック」も同時に登場した。
2016年7月12日、2.0Lクリーンディーゼル「BlueHDi」に6速ATを組み合わせた「DS 4シックBlueHDi DS LEDビジョンパッケージ」と「DS 4クロスバックBlueHDi」を発売した。
2017年1月10日、日本向けに高性能モデル「DS4 パフォーマンスライン」を限定20台で発売。最高出力180psを発揮する2.0L4気筒BlueHDiクリーンターボディーゼルに、6速AT（EAT6）を組み合わせる。
世界的な販売不振により2018年にDS5と共に生産終了。

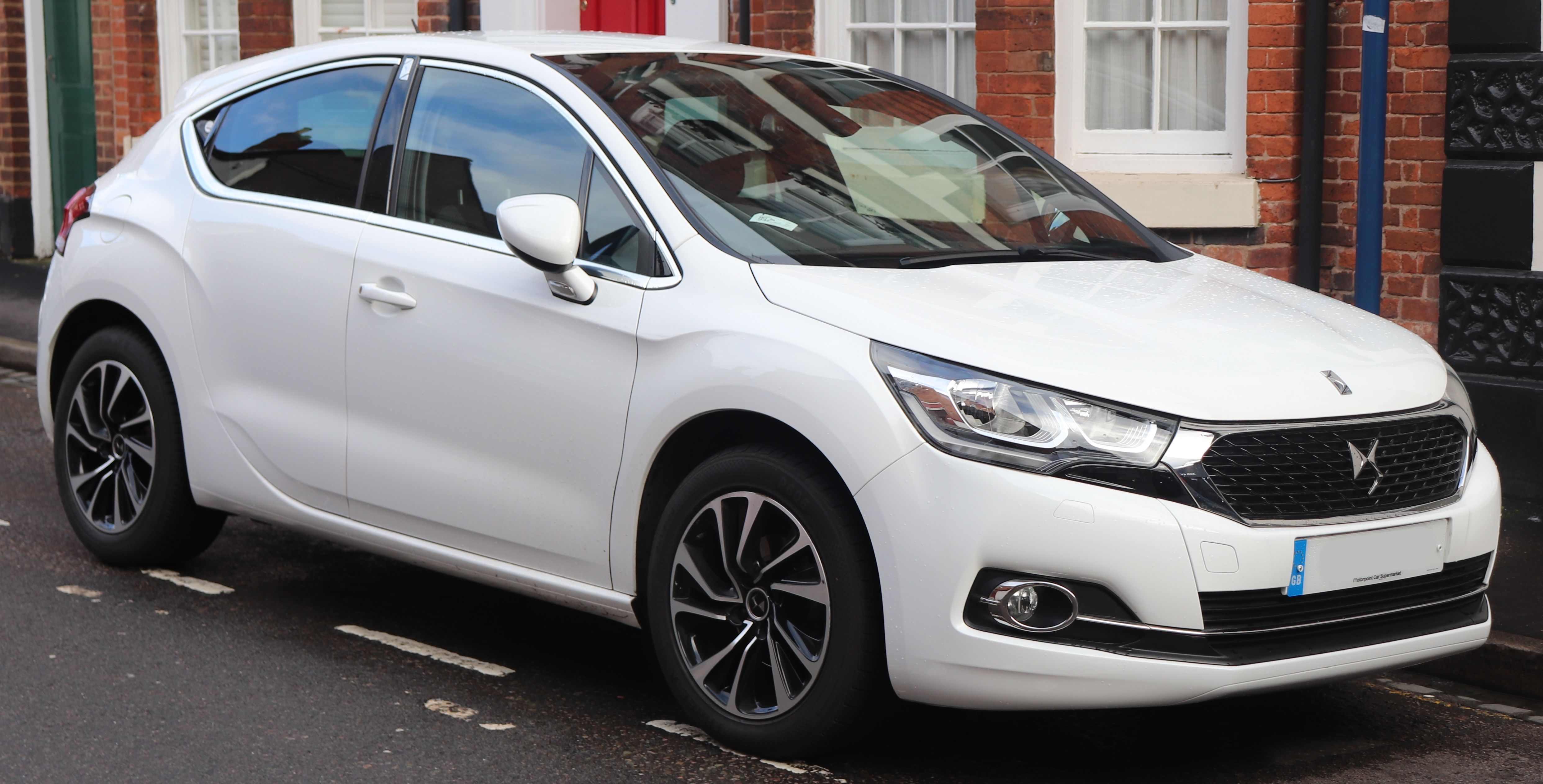
DSオートモビルズ・DS 4 (フロント)
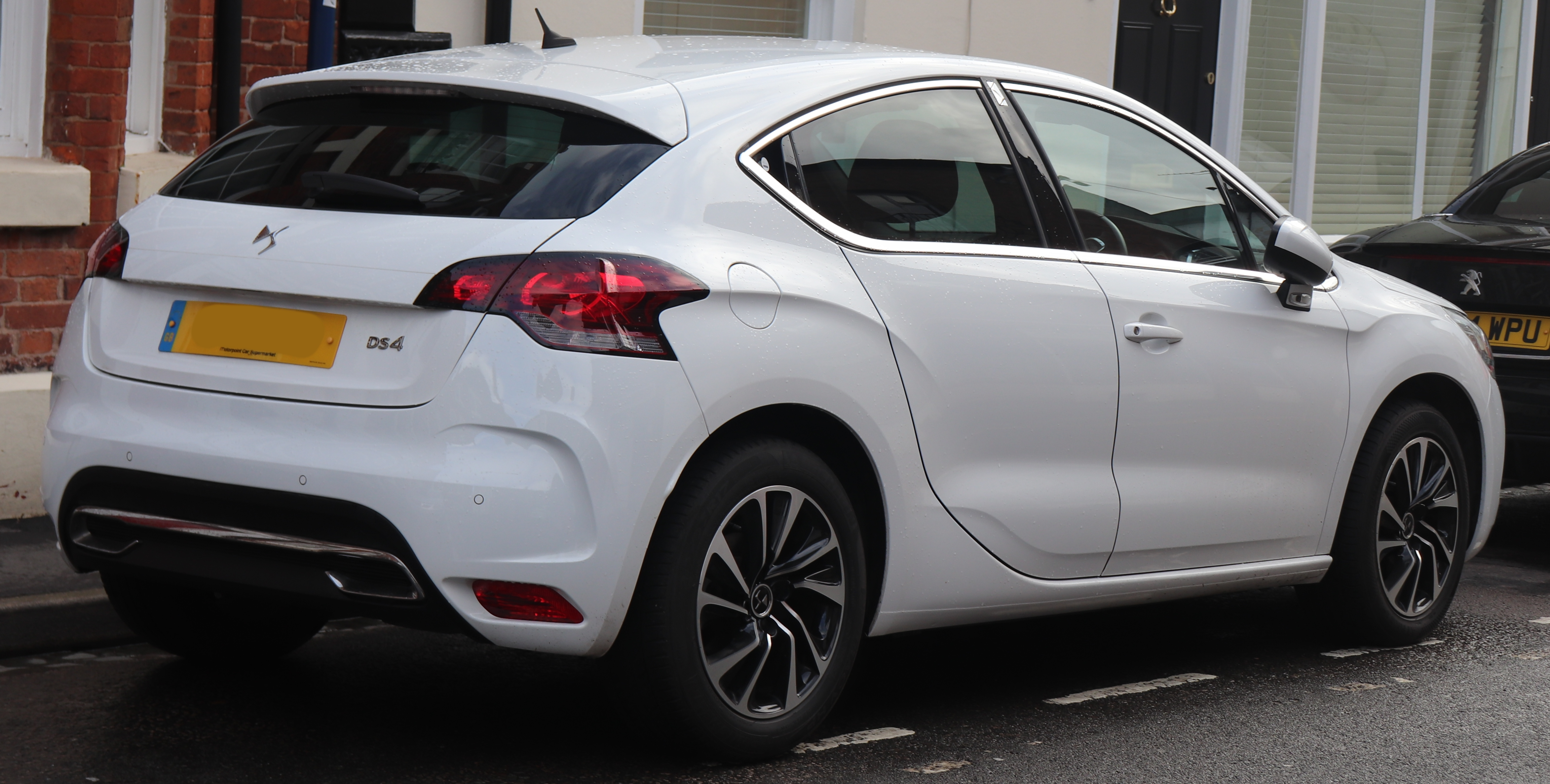
DSオートモビルズ・DS 4 (リア)
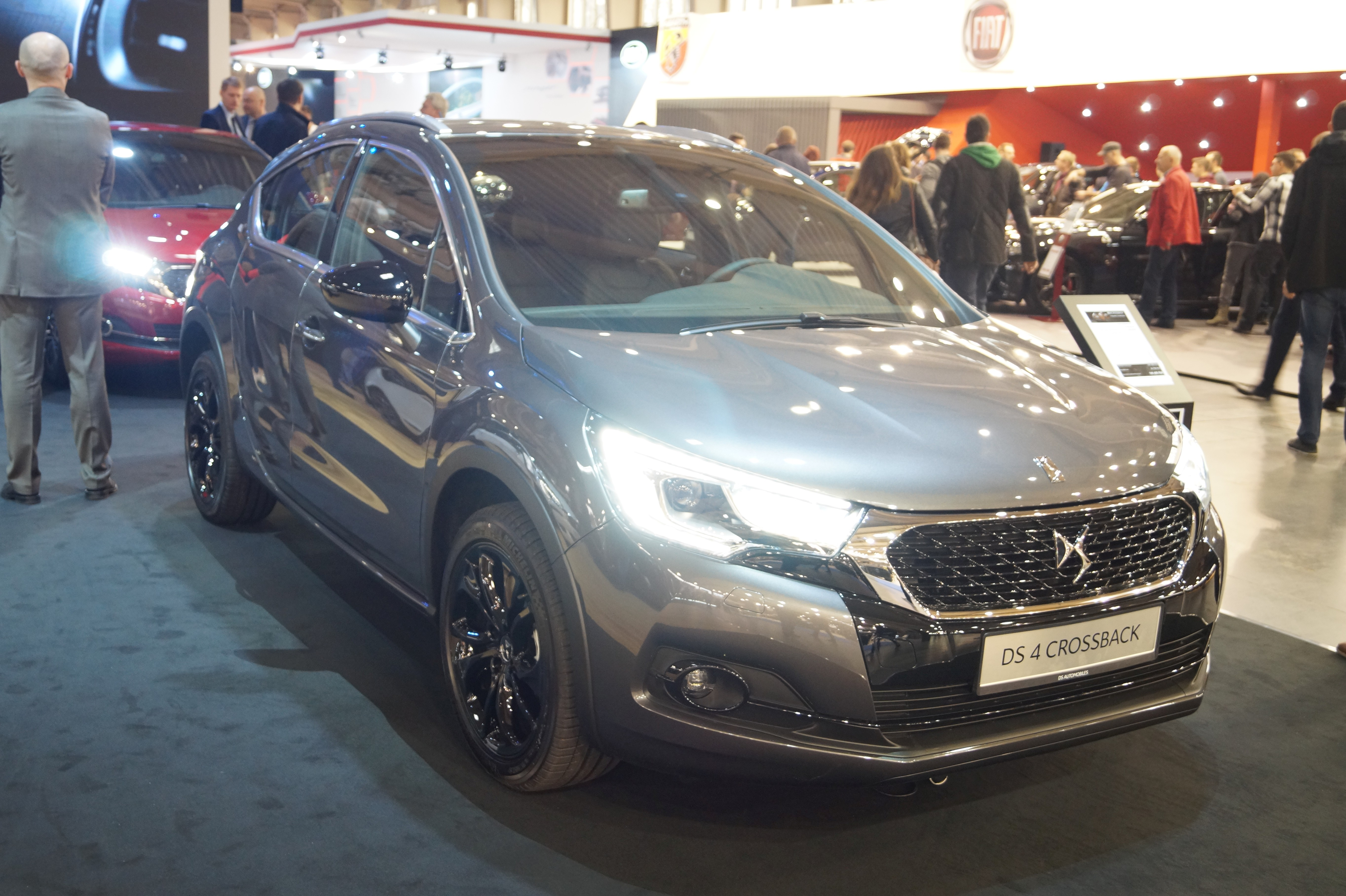
DSオートモビルズ・DS 4 Crossback (フロント)
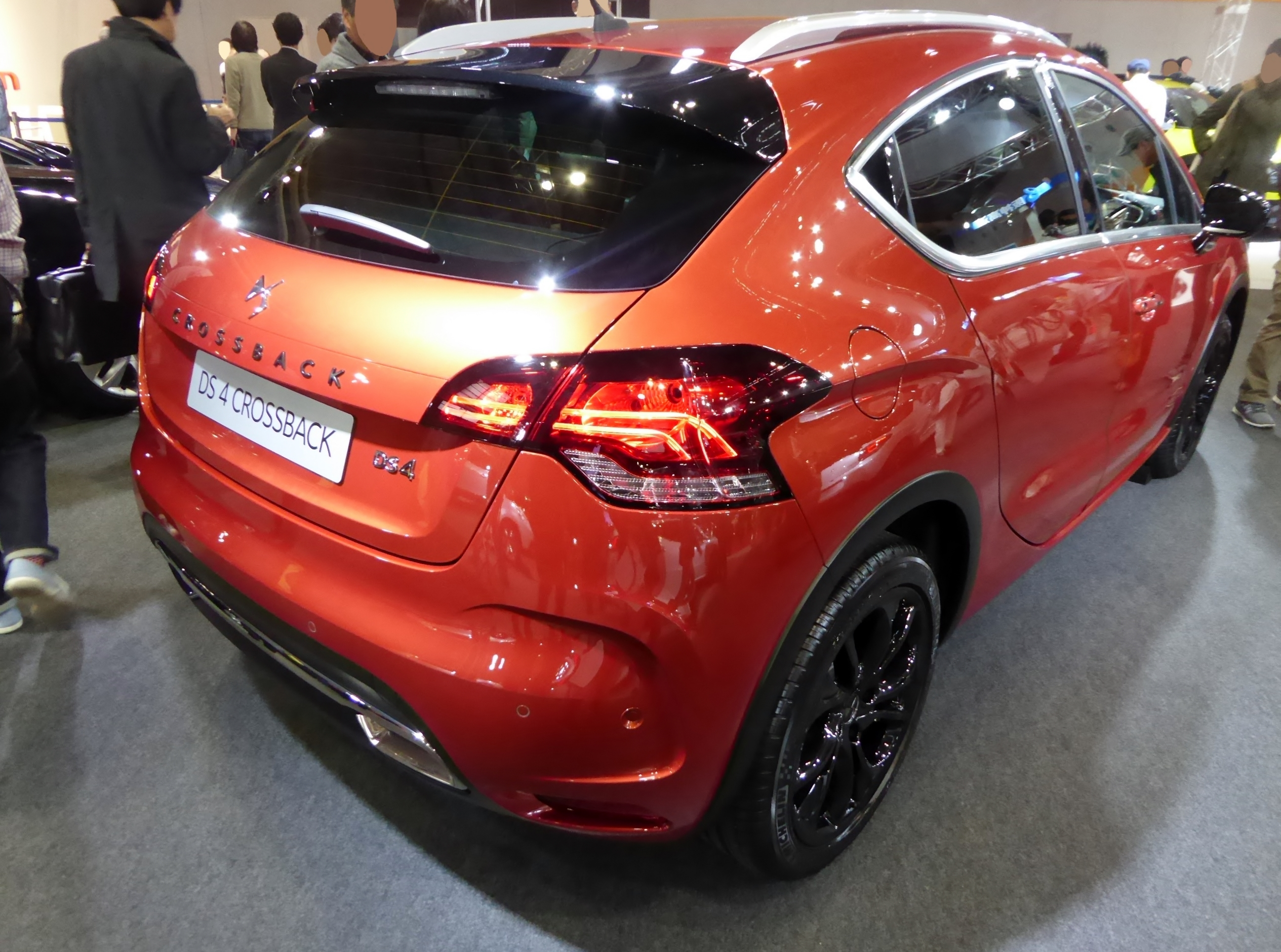
DSオートモビルズ・DS 4 Crossback (リア)

### メカニズム
エンジンは、ガソリンがBMWと共同開発した1.6L直噴ターボで、出力特性により88kW （120PS）、120kW（163PS）、147kW（200PS）の3種類、ディーゼルは1.6Lと2.0Lで高圧直噴（HDi）となり、82kW（112PS）、100kW（136PS）、120kW（163PS）の3種類を設定する。なお、1.6Lディーゼルの一部には「e-HDi」もラインナップされる。日本仕様は115kWの「Chic」と、147kWの「Sport Chic」の2グレード設定となる。
e-HDi
アイドリングストップシステム+エネルギー回生システムを備えるecoモード搭載（コンチネンタル製）。バッテリーの負担を大幅に軽減する「ウルトラキャパシタ」（en:Maxwell Technologies製）が採用され、再始動に要する時間は約0.4秒。
なお、ecoモードはボタンを押すことで解除可能となっている。
トランスミッションは、エンジンにより5速MT、6速MT、2ペダルMTの6速EGSが用意される。日本仕様は「Chic」に6速EGS、「Sport Chic」が6速MTを搭載する。なお、2012年9月25日よりChicは6速ATに換装されている。

## 2代目（2021年 -）
第2世代のDS4は、2021年2月3日に発表された。2021年の第4四半期から販売される。プラットフォームはEMP2を採用した。デザインはパリで行われたが、生産はドイツ・リュッセルスハイムのオペル工場で行われる。
パワートレインに関しては、E-TENSEハイブリッドが用意され、ガソリンエンジンは130、180、または220馬力のPureTechシリーズが搭載される。グレードはDS 4、DS4クロス、DS 4パフォーマンスラインの3種類。

### 日本での販売
日本市場には2022年4月28日にStellantisジャパンによって発売された。導入されるのは、1.2リットル3気筒DOHCガソリンエンジンを搭載する「TROCADERO（トロカデロ）PureTech」「RIVOLI（リヴォーリ）PureTech」、1.5リットル4気筒DOHCディーゼルエンジンを搭載する「RIVOLI BlueHDi」、1.6リットル4気筒DOHCエンジンとフロント電動モーターを組み合わせ、システム全体で最高出力225PS、最大トルク360N･m（本国公表値）を発揮するPHEVモデルの「RIVOLI E-TENSE」。また、導入を記念して各パワートレインを搭載した特別仕様車「LA PREMIERE（ラ・プルミエール）」も同時発売した。
2023年7月4日、「DSコレクションモデル」第1弾として「Esprit de Voyage（エスプリ・ド・ヴォヤージュ）」を同年7月22日より発売すると発表。グレード名は“感性豊かな旅の精神”という意味で台数限定での販売となる。エクステリアは、クリスタルパールのボディーカラーやシャイニーブラックのフロントDSウイングやサイドウィンドウモール、「CANNES（カンヌ）」と呼ばれるダイヤモンドカット加工とアンスラサイトグレーのマット色でアレンジした19インチアロイホイールが採用される。インテリアは専用2トーンインテリアや専用フロアマット、スライディングガラスルーフを装備する。
2023年11月30日、特別仕様車「パフォーマンスライン」を設定し、同日販売開始。エクステリアはフロンドグリルやDSエンブレム、サイドウィンドウモールディング、ドアプロテクターをブラックであしらった。ボディーカラーには「グリプラチナム」を採用し、「ミネアポリス」と呼ばれる専用デザインの19インチホイールを装備する。インテリアは、ダッシュボードやフロントコンソール、シート、ドアトリムなどがアルカンターラ仕立てとした。
2024年1月12日、特別仕様車「オペラBlueHDi」を設定し、同日販売開始。「クリオロブラウン」のナッパレザーインテリアをシートやダッシュボード、フロントコンソール、ドアトリムに採用している。また、車内にパールトップステッチを、シートにはウオッチストラップデザインを採用し、スライディングルーフを標準装備とした。ボディーカラーは「ブラン ナクレ」のみとなる。
2024年3月21日、全ラインナップにChatGPTの機能を搭載し販売開始。DSオートモビルが提供するコネクテッドサービスにChatGPT（バージョン3.5）を新たに統合させた。
2024年5月9日、特別仕様車「RIVOLI BlueHDi Coquelicot Edition（コクリコエディション）」を設定し、同日販売開始。スライディングガラスルーフを標準装備したほか、コクリコ（ひなげし）の花をイメージしたボディーカラー、「ルージュ ベルベット」を採用した。
2025年2月25日、新グレード「ETOILE（エトワール）」を発表し同日販売開始。グレード名はフランス語で「星」を意味し、専用エンブレムやテップレザーシートなどを装備する。